# Malgassoclanis suffuscus
Malgassoclanis suffuscus là một loài bướm đêm thuộc họ Sphingidae. Loài này có ở Madagascar.